# Аллар, Андре Жозеф
Андре Жозеф Аллар (фр. André-Joseph Allar; 22 августа 1845[…], Тулон, Вар — 11 апреля 1926, Тулон, Вар) — французский скульптор.

## Биография
Учился в Школе изящных искусств в Марселе. Работы Аллара заметил известный скульптор Анри-Жако Эсперандье и отправил его продолжать обучение в Парижскую школу изящных искусств, где его учителями стали Эжен Гийом, Антуан Лоран Дантан и Пьер-Жюль Кавелье. Аллар наиболее известен своими небольшими работами и архитектурными проектами, большая часть его работ находится в местном музее Тулона, в том числе «Геркулес, находящий своего мертвого сына». Его работы о Геракле, очевидно, вдохновлены греческим героем, а также, историями, в которых персонаж изображается как спаситель. Его архитектурные творения хранятся в Законодательном федеральном дворце с Лораном Маркестом и во Дворце изящных искусств в Мехико.
В 1869 году выиграл Римскую премию. 20 мая 1905 стал членом Академии изящных искусств.
Офицер ордена Почётного легиона (1896).
Он умер в Тулоне 11 апреля 1926 года. В его честь была названа улица в Марселе.

## Творчество
Автор многих памятников, скульптур и композиций во Франции, в частности, в Париже, Марселе, Тулоне, Ницце.

Работы Андре-Жозефа Аллара
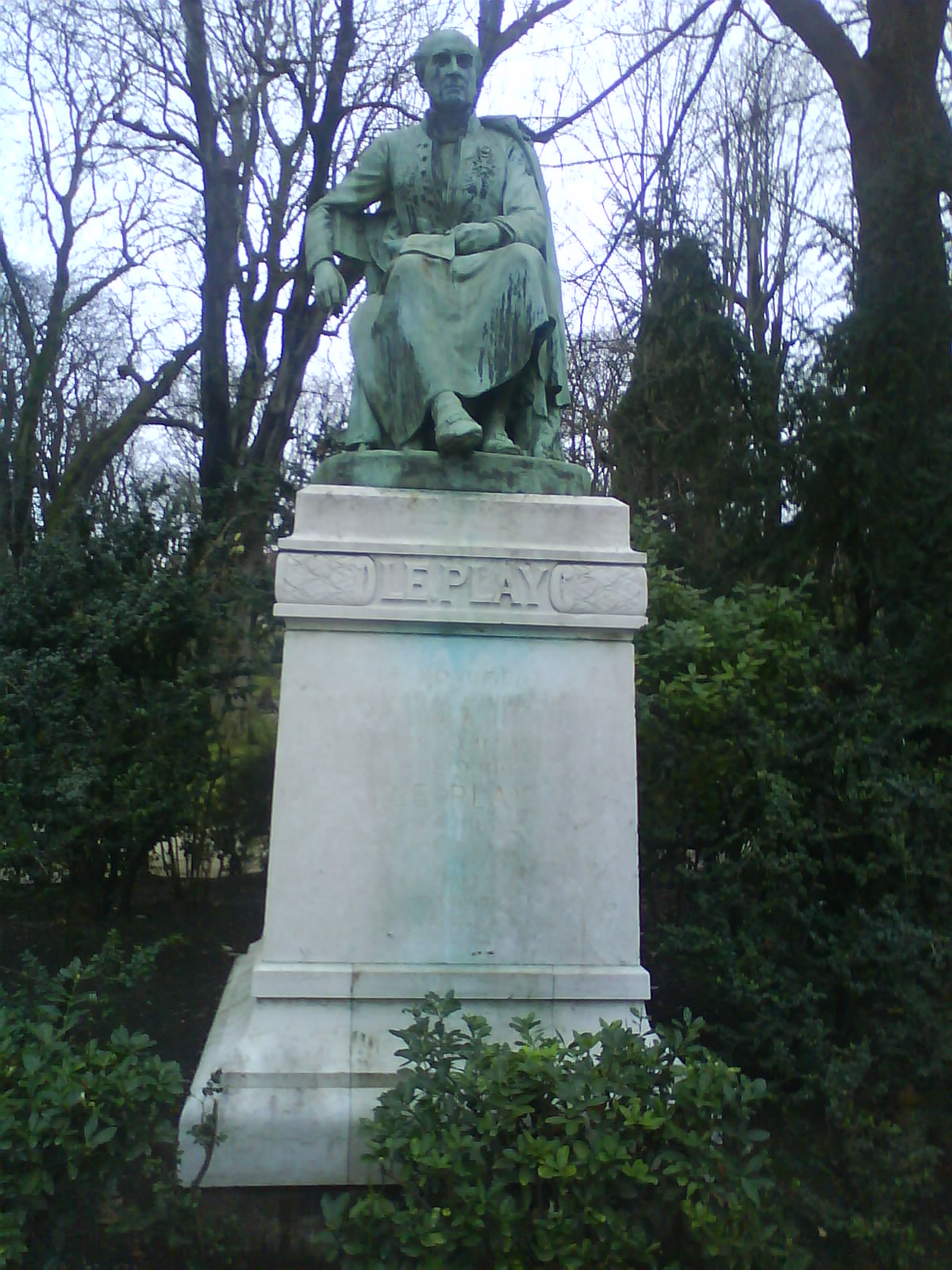
Памятник Ле Пле. Люксембургский сад. Париж
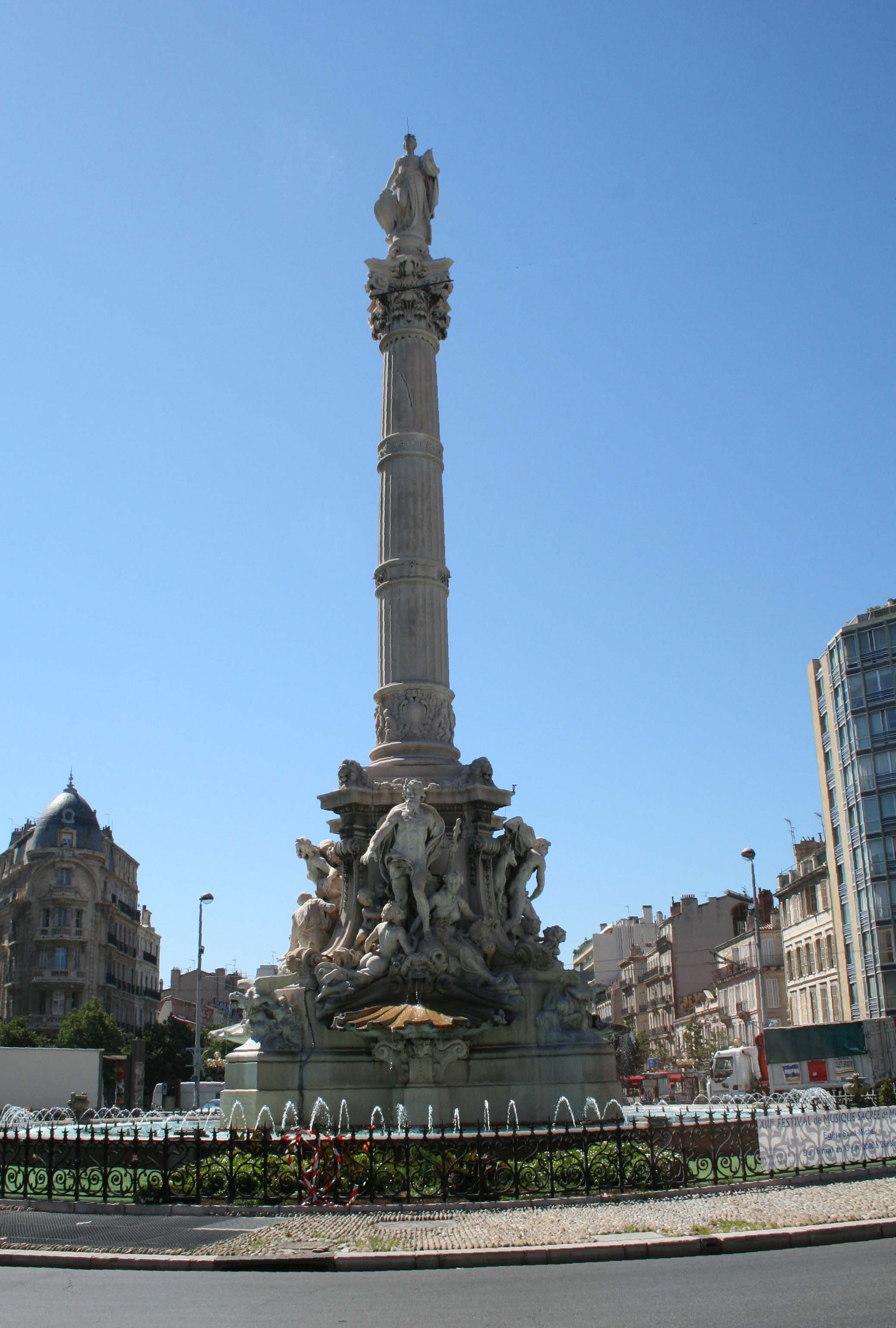
Фонтан в Марселе
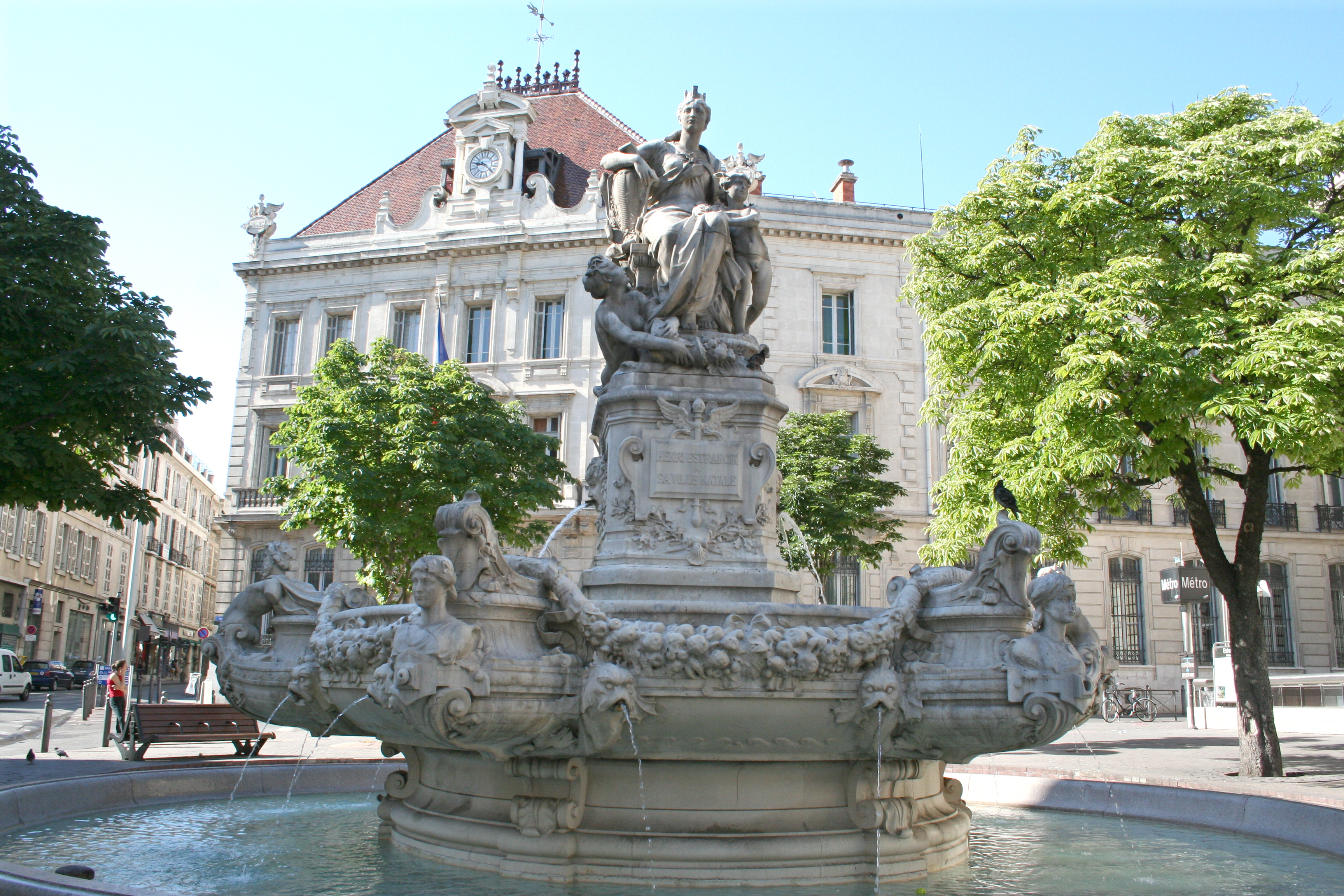
Фонтан в Марселе
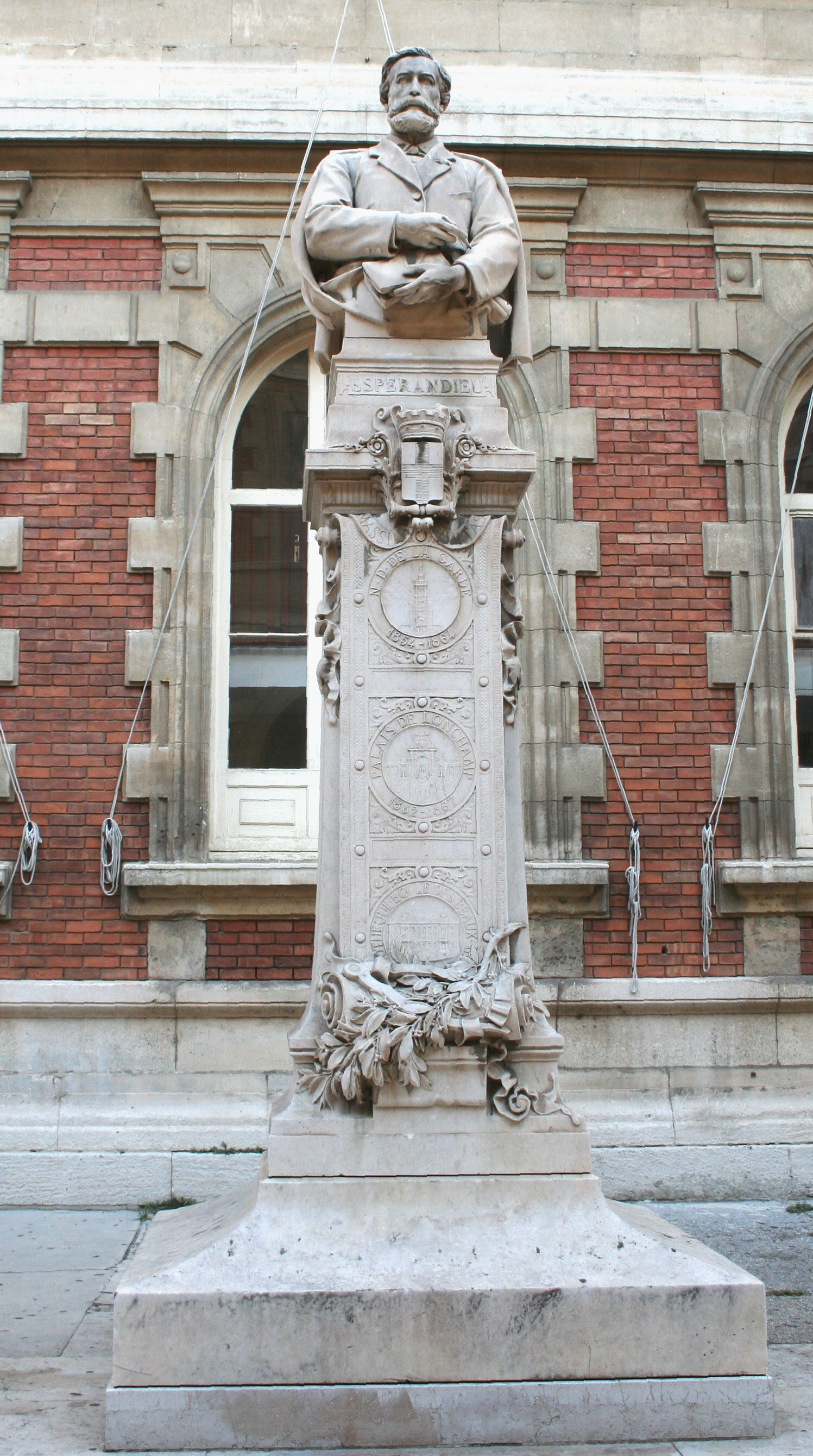
Памятник Анри-Жака Эсперандье Париж
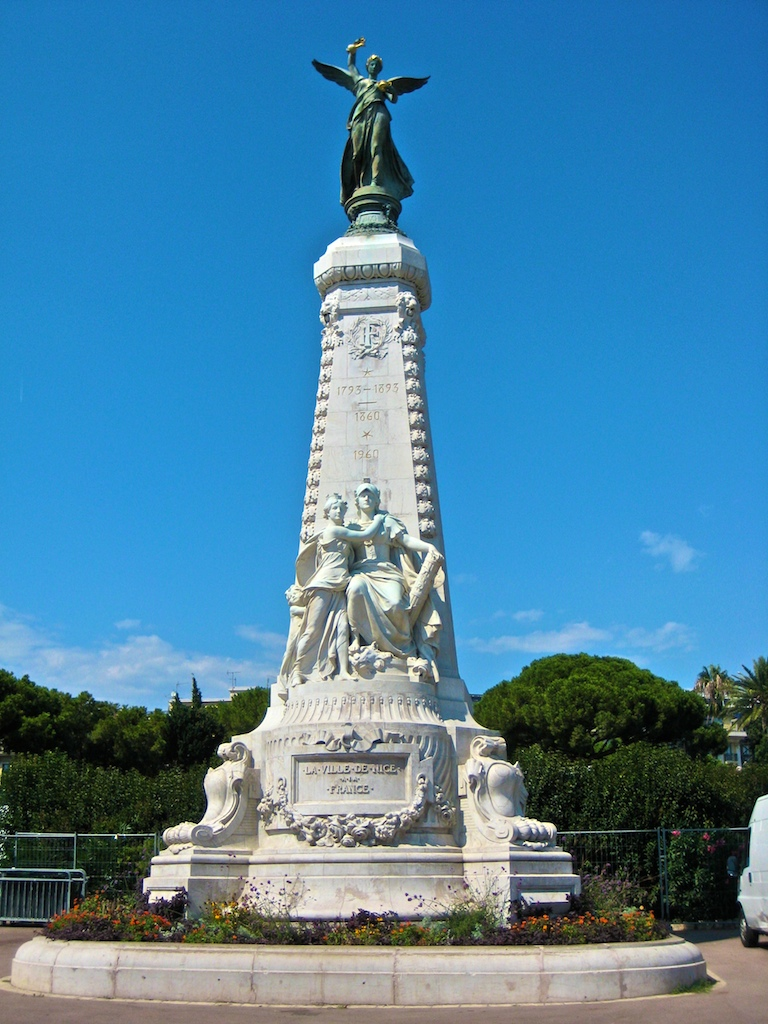
Памятник в Ницце